# ハノイ・ヒルトン (映画)
『ハノイ・ヒルトン』（THE Hanoi Hilton）とは、1987年のアメリカ映画である。
ベトナム戦争で北ベトナム軍の捕虜となったアメリカ軍兵士を収容する捕虜収容所でハノイ・ヒルトンと呼ばれたホアロー捕虜収容所で生きていたアメリカ兵の話で、ベトナム戦争を扱った捕虜収容所の戦争映画。

## 概要
ハノイ・ヒルトンとは、ベトナム戦争当時のベトナム民主共和国・ハノイ市にある、捕虜となったアメリカ兵を収容する悪名高かった、ホアロー捕虜収容所（現ハノイタワー）の別称で、アメリカ兵が捕虜収容所の事を、そう呼んでいたためである。
映画は1964年から1973年まで、その捕虜収容所で生活していたアメリカ兵の実話を元にしている。また、2008年アメリカ大統領選挙でキャンペーンを行っていた共和党のジョン・マケイン上院議員は、ベトナム戦争当時戦闘機のパイロットで、撃墜され脱出後に捕虜として捕まりハノイ・ヒルトンで5年半過ごしたことに思い入れがあり、映画内容はマケインのベトナムでの捕虜時代と重なっている。
日本では劇場未公開だがVHSが出ている。

## あらすじ
1964年、北爆の為、北ベトナム上空で飛行中のF-4ファントム戦闘機が撃墜される。パイロットのウィリアムソン中尉はパラシュートで脱出するが、北ベトナム軍の兵士に捕虜として捕まってしまう。ハノイにあるホアロー収容所に収容され、過酷な拷問などをされながらも拷問に耐え、必死に収容所で生き残ろうとする・・・。

## キャスト
- マイケル・モリアーティ：ウィリアムソン中尉
- ジェフリー・ジョーンズ：フィッシャー 少佐
- ポール・ル・マット：アール・ハブマン
- デヴィッド・ソウル：オールダム少佐
- ローレンス・プレスマン：キャスカート大佐
- スティーヴン・デイヴィース：マイルズ中佐
- アキ・アレオン
- ダグ・サヴァント：アシュビー
- ジョン・ディール：マーフィー